# Competenze per la vita
Le competenze per la vita ("life skills") sono un insieme di capacità umane acquisite tramite insegnamento o esperienza diretta che vengono usate per gestire problemi, situazioni e domande comunemente incontrate nella vita quotidiana. 
Le specifiche competenze variano molto in funzione delle norme sociali e delle aspettative della comunità. Per esempio, l'UNICEF sostiene che non esista un "elenco definitivo" di competenze, ma enumera molte "abilità psicosociali e interpersonali generalmente considerate importanti". Asserisce inoltre che le life skills sono una sintesi: "molte abilità vengono utilizzate simultaneamente in pratica". Per esempio il "prendere le decisioni" spesso utilizza il "pensiero critico"  ("Quali sono le mie opzioni?") e la valutazione dei valori ("Cosa è importante per me?").
In definitiva, l'interazione fra le varie abilità è ciò che produce potenti risultati comportamentali, specialmente quando questo approccio è supportato da altre strategie. Le competenze per la vita possono variare da alfabetizzazione finanziaria, prevenzione dell'abuso di sostanze nocive, a tecniche terapeutiche per gestire disabilità, come l'autismo.
Lo scopo principale dell'acquisizione di competenze per la vita è, in sintesi, il superamento degli ostacoli e la capacità di vivere al meglio delle proprie possibilità.
Queste competenze, stabilite dall'OMS nel 1993
, sono le seguenti:
- Saper risolvere i problemi
- Saper prendere decisioni
- Creatività
- Senso critico
- Autoconsapevolezza
- Capacità relazionali
- Comunicazione efficace
- Gestione delle emozioni
- Gestione dello stress
- Empatia